# Bernhard Leis
Bernhard Leis (* 8. September 1906; † 1974) war ein deutscher Fußballspieler.

## Karriere

### Vereine
Leis kam 1929 von Viktoria Kelsterbach zur Frankfurter Eintracht. Am Ende seiner Premierensaison in der Bezirksliga Main/Hessen trug er in 13 Punktspielen, in denen er ein Tor erzielte, zum Sieg in der Gruppe Main bei. Dadurch bedingt nahm er mit seiner Mannschaft an der Endrunde um die Süddeutsche Meisterschaft teil. In der Finalrunde, an der acht Gruppensieger teilnahmen, setzte sich seine Mannschaft ebenfalls als Sieger durch; mit vier Toren in sechs Spielen hatte er Anteil daran. Als Teilnehmer an der Endrunde um die Deutsche Meisterschaft mit seiner Mannschaft qualifiziert, bestritt er lediglich ein Spiel; Eintracht Frankfurt schied am 1. Juni 1930 in Berlin nach der 2:4-Niederlage im Viertelfinale gegen Holstein Kiel aus dem Wettbewerb aus. Auf regionaler Ebene wiederholten die Frankfurter den Erfolg aus dem Vorjahr, mussten jedoch die Süddeutsche Meisterschaft der SpVgg Fürth überlassen. Als Zweitplatzierter nahm er mit Eintracht Frankfurt dennoch an der Endrunde um die Deutsche Meisterschaft teil. Er bestritt mit dem Achtel- und Viertelfinale zwei Spiele und schied danach erneut frühzeitig aus dem Wettbewerb aus.
In seiner dritten Saison wiederholte sein Verein die beiden regionalen Erfolge von vor zwei Jahren und zog erneut in die Endrunde um die Deutsche Meisterschaft ein. In dieser bestritt er einschließlich des am 12. Juni 1932 erreichten Finales alle vier Endrundenspiele. Das im Städtischen Stadion von Nürnberg gegen den FC Bayern München ausgetragene Finale wurde mit 0:2 verloren.
1933 blieben dem Verein die regionalen Erfolge versagt, jedoch wurde für die Endrunde um die Deutsche Meisterschaft ein dritter Vertreter aus Süddeutschland erforderlich. Sein Verein setzte sich in den beiden Qualifikationsspielen mit jeweils 2:0 gegen den VfB Stuttgart und die SpVgg Fürth durch. Nach seinen zwei Einsätzen im Achtel- und Viertelfinale ereilte ihn und seine Mannschaft das Aus im dritten Spiel: Gegen den späteren Deutschen Meister aus Düsseldorf setzte es in Berlin eine 0:4-Niederlage.
Seine letzten vier Spielzeiten absolvierte er in der Gauliga Südwest, eine von zunächst 16, später auf 23 aufgestockten Gauligen zur Zeit des Nationalsozialismus als einheitlich höchste Spielklasse im Deutschen Reich. Nach dem vierten, siebten und dritten Platz, erreichte er in seiner letzten Saison mit dem zweiten Platz seine beste Platzierung mit der Frankfurter Eintracht.

### Auswahlmannschaft
Als Spieler der Gauauswahlmannschaft Südwest nahm er am Wettbewerb um den Kampfspiel-Pokal 1934 teil. Am 25. Juli bestritt er das in Nürnberg ausgetragene Halbfinale, das gegen die Gauauswahlmannschaft Niederrhein mit 2:1 n. V. gewonnen wurde. Danach wurde er auch im Finale eingesetzt, das am 29. Juli an gleicher Stätte mit 5:3 gegen die Gauauswahlmannschaft Bayern ebenfalls gewonnen wurde. Im Finale um den Reichsbundpokal wurde er auch am 1. März 1936 im Frankfurter Waldstadion eingesetzt, die Begegnung seiner Gauauswahlmannschaft Südwest gegen die Gauauswahlmannschaft Sachsen endete mit 2:2 n. V., das Wiederholungsspiel, in dem er nicht mitwirkte, wurde am 24. Mai 1936 im Probstheidaer Stadion in Leipzig mit 0:9 verloren.

## Erfolge
- Reichsbundpokal-Finalist 1936
- Kampfspiel-Pokal-Sieger 1934
- Zweiter der Deutschen Meisterschaft 1932
- Süddeutscher Meister 1930, 1932